# 1,2,3,3,3-pentafluorpropen
1,2,3,3,3-pentafluorpropen je organická sloučenina se vzorcem HFC=C(F)CF3. Používá se na přípravu hydrofluoralkenů, které se používají jako chladiva v klimatizačních přístrojích.
Připravit jej lze dehydrofluorací 1,1,2,3,3,3-hexafluorpropanu. Vyskytuje se jako směs E- a Z izomeru.